# Antoni Listowski

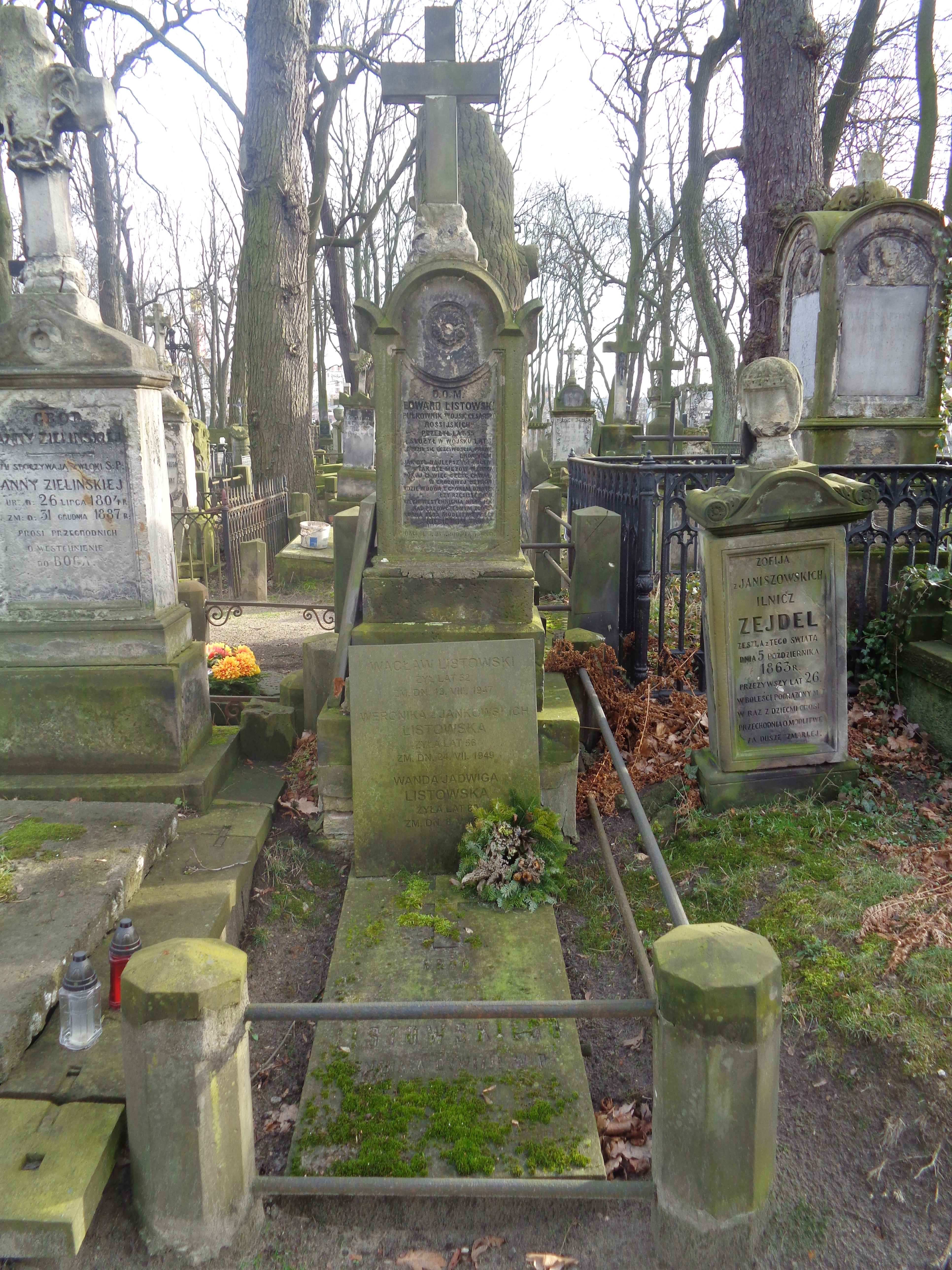
Grób Antoniego Listowskiego na cmentarzu Powązkowskim

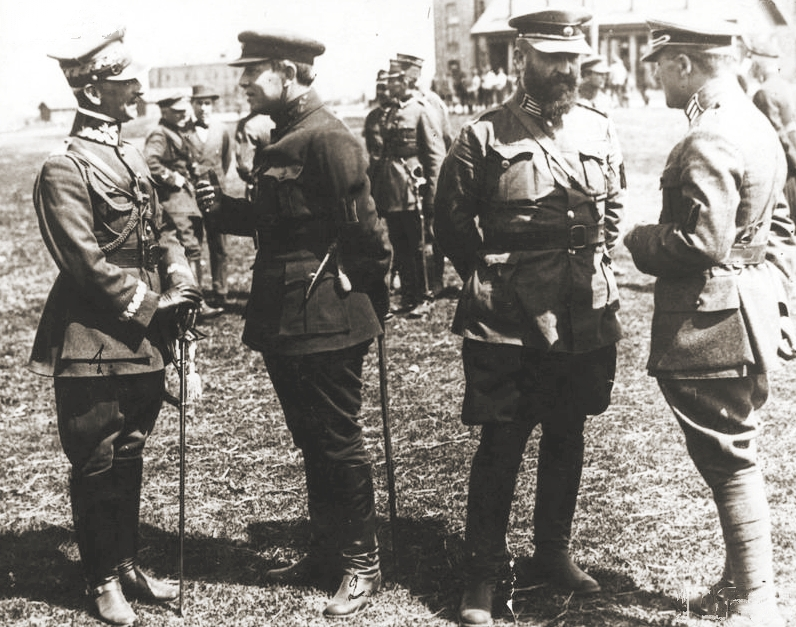
Gen. Antoni Listowski, Symon Petlura, płk Wołodymyr Salski, płk Marko Bezruczko, oficerowie ukraińscy i polscy – Berdyczów, wyprawa kijowska, kwiecień 1920

Antoni Listowski (ur. 29 marca 1865 w Warszawie, zm. 13 września 1927 tamże) – generał major Armii Imperium Rosyjskiego i generał dywizji Wojska Polskiego.

## Życiorys
Ukończył szkołę realną w Sankt Petersburgu. W 1883 roku wstąpił do Pawłowskiej Szkoły Oficerskiej, którą ukończył dwa lata później z promocją na stopień podporucznika. W latach 1885–1915 służył w 66 Butyrskim pułku piechoty. Jako podpułkownik wziął udział w wojnie rosyjsko-japońskiej (Mandżuria, Korea) w latach 1904–1905. Po jej zakończeniu pozostawał wraz z pułkiem na terenie Mandżurii do marca 1907 roku. W 1913 r. został awansowany do stopnia pułkownika.
W czasie I wojny światowej dowodził walczącym na Lubelszczyźnie i w Małopolsce 66 Butyrskim pułkiem piechoty, a od lutego 1915 roku został dowódcą 150 Tamańskiego pułku piechoty na froncie w Galicji. 12 lutego 1915 r. został ranny. Po powrocie ze szpitala 1 maja przejął dowództwo nad 67 Tarutyńskim pułkiem piechoty, a od października 1916 roku dowodził brygadą w 17 Dywizji Piechoty. 30 grudnia mianowany został generałem majorem, 15 kwietnia 1917 r. objął dowództwo 138 Dywizji Piechoty, a 1 października został dowódcą XXXVII Korpusu. W grudniu 1917 roku wystąpił z armii rosyjskiej.
7 grudnia 1918 roku został mianowany przez Naczelnego Wodza Józefa Piłsudskiego komendantem Rezerwy Oficerskiej Wojska Polskiego. Pięć dni później został oficjalnie przyjęty do Wojska Polskiego z zatwierdzeniem posiadanego stopnia generała majora piechoty ze starszeństwem z dniem 13 września 1918 roku i przydzielony do Ministerstwa Spraw Wojskowych na stanowisko komendanta Rezerwy Oficerskiej Wojska Polskiego. W czasie wojny polsko-bolszewickiej został 5 stycznia 1919 roku dowódcą Grupy Podlaskiej (Grupa Operacyjna „Podlasie” – od kwietnia przemianowana na „Poleską”) z zadaniem obrony linii Bugu od Włodawy do Wołczyn. 9 lutego zajął twierdzę w Brześciu, dzięki wynegocjowaniu opuszczenia jej przez wojska niemieckie. 3 czerwca 1919 roku został mianowany dowódcą 9 Dywizji Piechoty i dowódcą Frontu Poleskiego, a w lipcu Frontu Wołyńskiego. W marcu 1920 roku został dowódcą 2 Armii, zastępując chwilowo Józefa Piłsudskiego na stanowisku Naczelnego Wodza.
21 kwietnia 1920 r. zatwierdzony został w stopniu generała porucznika z dniem 1 kwietnia tego roku. Od 26 maja do końca czerwca dowodził Frontem Ukraińskim, a potem do stycznia 1921 roku pozostawał w dyspozycji Ministra Spraw Wojskowych. W październiku wziął udział w pertraktacjach rozejmowych w Mińsku oraz pełnił funkcję pomocnika dowódcy Okręgu Generalnego Warszawa. Z dniem 3 stycznia 1921 roku przeniesiony został w stan spoczynku, w stopniu generała porucznika.
26 października 1923 roku prezydent RP zatwierdził go w stopniu generała dywizji. Zamieszkał w Warszawie. Jako sekretarz YMCA zajmował się pracą społeczną na rzecz ociemniałych. Zmarł w Warszawie i został pochowany na Starych Powązkach (kwatera 4-6-25).
Żonaty z Józefą z Łaniewskich, miał syna Anatola – wybitnego gleboznawcę.

## Ordery i odznaczenia
- Krzyż Kawalerski Orderu Wojskowego Virtuti Militari – 10 lipca 1919 za sprawne dowodzenie – zdobycie Pińska 3 maja 1919, walki nad Styrem, Prypecią i Jasiołdą, zdobycie Łunińca
- Złota szabla „Za dzielność” – 12 lipca 1915
- Order św. Stanisława z Mieczami kl. 2 – 6 sierpnia 1915
- Order św. Anny kl. 2 – 1907
- Order św. Stanisława kl. 2 – 1905
- Order św. Włodzimierza z Mieczami kl. 3 – styczeń 1915
- Order św. Anny kl. 3 – 1902
- Order św. Stanisława kl. 3 – 1901
- Order św. Włodzimierza z Mieczami i Kokardą kl. 4 – styczeń 1915